# Giraffe Tongue Orchestra
Giraffe Tongue Orchestra — американская супергруппа. В её состав входят вокалист Alice In Chains Уильям Дюваль, гитарист Брент Хайндс из Mastodon, соло-гитарист Бен Вайнман из The Dillinger Escape Plan, барабанщик Томас Приджен из The Mars Volta и бас-гитарист Пит Гриффин из Dethklok и Zappa Plays Zappa. Группа выпустила свой дебютный альбом Broken Lines 23 сентября 2016 года.

## История возникновения
Группа была основана в 2012 году Беном Вайнманом. Название Giraffe Tongue Orchestra (с англ. — «Оркестр языка жирафа») было выбрано после того, как Вайнман увидел в Сиднейском зоопарке жирафа, который своим языком мог хватать и чистить бананы. Некоторое время в ней выступала актриса и певица Джульетт Льюис, а также Эрик Эйвери на басу и Джон Теодор на барабанах. По словам Вайнмана, Льюис никогда не была официальной вокалисткой, а лишь записала несколько партий. Её голос можно услышать в песне «Back to the Light». В конце концов было объявлено, что вокалистом группы стал Уильям Дюваль (Alice in Chains) .
Идея Вайнмана состояла в том, чтобы создать супергруппу, состоявшую из участников групп альтернативного рока, при этом исполнявших музыку, которую они никогда не играли в своих основных коллективах. Проект неоднократно мог развалиться, так как у собранных музыкантов не получалось достичь нужного уровня взаимодействия. Однако в конечном счёте, с появлением новых исполнителей росло и количество идей, в конце концов воплощённых в песни.
Песня «Crucifixion», вышедшая в качестве дебютного сингла, была впервые сыграна на радио BBC в июне 2016 года. После этого группа впервые выступила вживую на фестивалях в Рединге и Лидсе 27 и 28 августа 2016 г. Пластинка Broken Lines вышла в сентябре 2016 на лейблах Cooking Vinyl и Party Smasher Inc.
В журнале Rolling Stone музыкальный стиль Giraffe Tongue Orchestra назвали близким к прогрессивному металу. По мнению Роба Уэйси (AllMusic) дебютная пластинка напоминала джем-сессию нескольких опытных музыкантов: альбом не был подчинён какой-то общей идее, однако содержал целый набор отдельных хороших песен, представлявших мелодичную гитарную музыку, но при этом не был перегружен риффами и техническими излишествами.

## Дискография
| Название     | Информация об альбоме                                                            | Наивысшая позиция | Наивысшая позиция | Наивысшая позиция | Наивысшая позиция | Наивысшая позиция |
| Название     | Информация об альбоме                                                            | U.S.              | U.S. Heat         | U.S. Indie        | U.S. Rock         | U.S. Hard Rock    |
| ------------ | -------------------------------------------------------------------------------- | ----------------- | ----------------- | ----------------- | ----------------- | ----------------- |
| Broken Lines | - Дата выхода: 23 сентября 2016 года - Лейбл: Party Smasher - Формат: CD, DL, LP | 85                | 3                 | 23                | 29                | 7                 |

## Участники группы
Нынешние члены
- Уильям Дюваль — вокал
- Бен Вайнман — гитара
- Брент Хайндс — вокал, гитара
- Пит Гриффин — бас-гитара
- Томас Приджен — ударные, перкуссия

Прошлые участники
- Джульетт Льюис — вокал
- Эрик Эвери — бас-гитара
- Джон Теодор — ударные, перкуссия